# Sejm zwyczajny 1667
Sejm 1667 – sejm zwyczajny I Rzeczypospolitej został zwołany 31 grudnia 1666 roku do Warszawy. 
Sejmiki przedsejmowe w województwach odbyły się 7 lutego 1667 roku. Marszałkiem sejmu obrano Andrzeja Kotowicza, pisarza wielkiego litewskiego. 
Obrady trwały od 7 marca do 18 kwietnia 1667 roku. 
Sejm zajmował się sprawami środków na obronę i regulowania długów państwa. Zatwierdzono ugodę w Łęgonicach, która kończyła Rokosz Lubomirskiego.